# Corgo (Celorico de Basto)

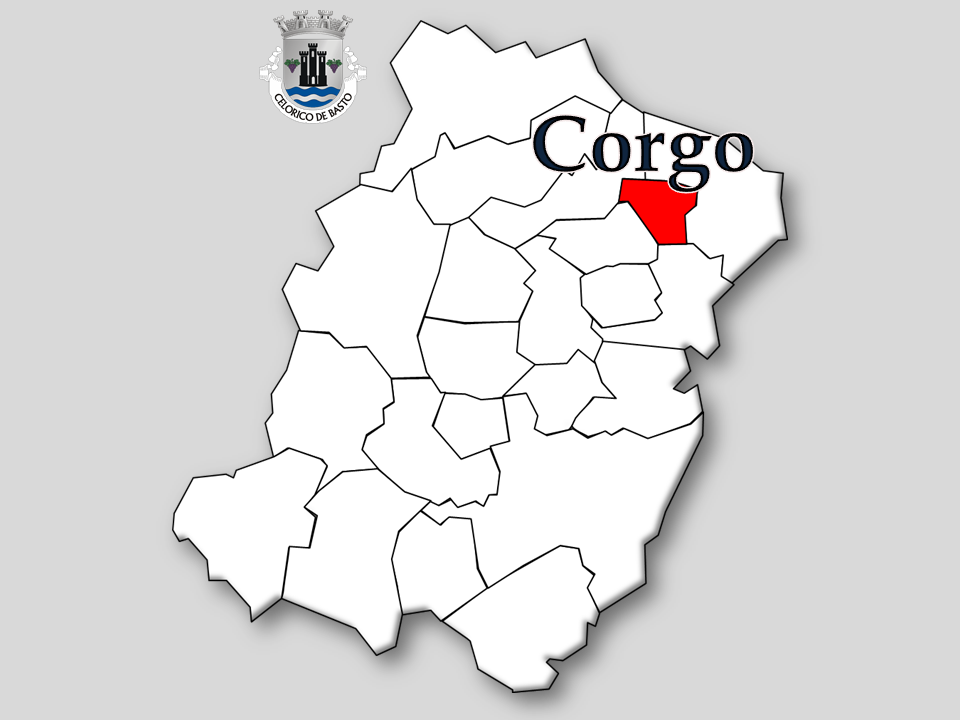
Localização da Freguesia de Corgo no Município de Celorico de Basto

Corgo (originalmente designada São Romão do Corgo) é uma povoação portuguesa do município de Celorico de Basto que foi sede da extinta freguesia de Corgo, freguesia que tinha 3,25 km² de área e 311 habitantes (2011), e, por isso, uma densidade populacional de 96 hab/km².
A freguesia de Corgo foi extinta em 2013, no âmbito de uma reforma administrativa nacional, tendo sido agregada à freguesia de Canedo de Basto para formar uma nova freguesia denominada União das Freguesias de Canedo de Basto e Corgo com a sede em Canedo de Basto.
Entre os principais lugares da Freguesia de Corgo contavam-se Bogalha, Bouça, Couto, Capela, Carril, Carvalhal, Castinheiro, Caselhos, Corgo, Eiras, Escalheiro, Figueiredo, Fundevila de São Romão, Fundevila de Vila Nova, Igreja, Lage, Lampassas, Lugar Novo, Marvão, Mota, Perre, Pinheiral, Praça, Prado, Quinta, Residência, Rua Nova, Sampaio, Sobreira, Vila Nova, Vinha e Vinha de Meias.
Foi a terra natal do jovem venerável frei Bernardo de Vasconcelos, monge beneditino que morreu com fama de santidade.

## População
| População da freguesia de Corgo (1864 – 2011) | População da freguesia de Corgo (1864 – 2011) | População da freguesia de Corgo (1864 – 2011) | População da freguesia de Corgo (1864 – 2011) | População da freguesia de Corgo (1864 – 2011) | População da freguesia de Corgo (1864 – 2011) | População da freguesia de Corgo (1864 – 2011) | População da freguesia de Corgo (1864 – 2011) | População da freguesia de Corgo (1864 – 2011) | População da freguesia de Corgo (1864 – 2011) | População da freguesia de Corgo (1864 – 2011) | População da freguesia de Corgo (1864 – 2011) | População da freguesia de Corgo (1864 – 2011) | População da freguesia de Corgo (1864 – 2011) | População da freguesia de Corgo (1864 – 2011) |
| --------------------------------------------- | --------------------------------------------- | --------------------------------------------- | --------------------------------------------- | --------------------------------------------- | --------------------------------------------- | --------------------------------------------- | --------------------------------------------- | --------------------------------------------- | --------------------------------------------- | --------------------------------------------- | --------------------------------------------- | --------------------------------------------- | --------------------------------------------- | --------------------------------------------- |
| 1864                                          | 1878                                          | 1890                                          | 1900                                          | 1911                                          | 1920                                          | 1930                                          | 1940                                          | 1950                                          | 1960                                          | 1970                                          | 1981                                          | 1991                                          | 2001                                          | 2011                                          |
| 503                                           | 472                                           | 532                                           | 512                                           | 563                                           | 489                                           | 490                                           | 488                                           | 533                                           | 491                                           | 454                                           | 466                                           | 395                                           | 324                                           | 311                                           |

## Património
- Igreja Paroquial de São Romão do Corgo
- Túmulo do Venerável Frei Bernardo de Vasconcelos